# Resolutie 259 Veiligheidsraad Verenigde Naties
Resolutie 259 van de Veiligheidsraad van de Verenigde Naties werd aangenomen op 27 september 1968. Canada, Denemarken en de Verenigde Staten onthielden zich van stemming. De Veiligheidsraad vroeg secretaris-generaal U Thant een speciaal vertegenwoordiger naar de door Israël bezette gebieden te sturen en Israël om hem te ontvangen en mee te werken.

## Achtergrond
Sinds het uitroepen van de staat Israël in 1948 had geen enkel Arabisch land Israël erkend en velen verwachtten niet dat Israël nog erg lang zou blijven bestaan. Na de oorlog van 1956 ontstond opnieuw een fragiel evenwicht. Spanningen liepen in 1967 hoog op. Israël voerde een preventieve aanval uit, hetgeen op zijn beurt leidde tot de Zesdaagse Oorlog. De VN greep onmiddellijk in, waardoor er na zes dagen een staakt-het-vuren kwam.
In deze oorlog verloren Egypte, Syrië en Jordanië grondgebied aan Israël dat ze terug wilden. Omdat ze een echte oorlog niet konden winnen, besloten ze tot een uitputtingsoorlog. Israël werd een aantal jaren geregeld aangevallen en onder vuur genomen en sloeg zelf terug met militaire operaties en luchtbombardementen.

## Inhoud
De Veiligheidsraad was bezorgd over de veiligheid en het welzijn van de Arabische bevolking in het bezette gebied na de gebeurtenissen op 5 juni 1967. Resolutie 237 werd weer in herinnering geroepen. Het rapport S/8699 van secretaris-generaal U Thant werd opgemerkt. De Veiligheidsraad was tegen uitstel van het uitvoeren van resolutie 237, vanwege de voorwaarden die Israël nog steeds stelde aan het ontvangen van een speciale vertegenwoordiger van de secretaris-generaal.
De secretaris-generaal werd met spoed opgeroepen om een speciale vertegenwoordiger naar de Arabische bezette gebieden te sturen en uitvoering van resolutie 237 aan de Veiligheidsraad te melden. De regering van Israël werd verzocht de speciale vertegenwoordiger te ontvangen, te helpen en medewerking te verlenen desbetreffend. De Veiligheidsraad adviseerde dat de secretaris-generaal alle medewerking zou worden verleend bij het uitvoeren van resolutie 237.
Lijst ·  245 ·  246 ·  247 ·  248 ·  249 ·  250 ·  251 ·  252 ·  253 ·  254 ·  255 ·  256 ·  257 ·  258 ·  259 ·  260 ·  261 ·  262